# Багратиони
Багратиони или Багратионската династия (на грузински: ბაგრატიონი, багратиони, на грузински: ბაგრატიონთა დინასტია, багратионит'а династия) е грузинска владетелска династия, чиито представители управляват като грузински монарси от IX век до руската инвазия в Кавказ през 1810 г., което я прави една от най-старите съществуващи управляващи християнски династии в света. В наши дни династията на Багратионите е известна и с елинизираното име Грузински Багратиди.
Произходът на династията на Багратионите е спорен. Общият произход с арменската династия на Багратуните е приет от много учени. Потомците на Ашот I Велики възвръщат грузинската монархия през 888 г. и обединяват различни общества в Грузинското царство, което просперира от XI до XIII в. Този период, и по-точно управлението на Давид IV (1089 – 1125) и внучката му Тамара (1184 – 1213), се счита за „Златния век“ в грузинската история, ерата на империята, военните подвизи и забележителни постижения в областта на литературата.

## Велики князе на Картли
Първият представител на династията е Гварам I Курапалат, получил титлата Велик княз (на грузински: Erismtavars) на Картли (на грузински: Kartlis Erismtavari) през 575 г.
Велики князе на Картли от династията на Багратионите са:
- Гварам I Курапалат (575 – 590)
- Степан I Курапалат (590 – 605)
- Ашот I Курапалат (786 – 809)

## Князе на Кларджетия
През 619 г. синът на Степан I Курапалат е обявен за еристави (княз) на Кларджетия (област, която се намира в днешна Североизточна Турция). Князе на Кларджетия от династията на Багратионите са:
- Гварам II (619 – 678)
- Варазбакур (678 – 705)
- Нерзе (705 – 742)
- Адарназе (742 – 779)

## Царе на Тао-Кларджети
През 809 г. Ашот I става първи цар на Тао-Кларджети и основава династията на Багратионите, наречена така по името на наследника му Баграт I Куропалат. Царе на Тао-Кларджети от династията на Багратионите са:
- Ашот I Велики (809 – 826)
- Баграт I Куропалат (826 – 876)
- Давид I Куропалат (876 – 881)
- Адарназе II (881 – 888)
- Давид II (923 – 937)
- Давид III Велики (966 – 1000)

## Царе на Грузинското княжество
През 888 г. Тао-Кларджетия прераства в т.нар. Грузинско княжество (на грузински: Kartvelta Samepo), което обхваща обширни райони от днешна Югозападна Грузия и Североизточна Турция. Царете на Грузинското царство от династията Багратиони са:
- Адарназе II (888 – 923)
- Давид II Грузински (923 – 937)
- Баграт Магистър (937 – 945), управлява без титлата цар
- Ашот IV (945 – 954)
- Сумбат I (954 – 958)
- Баграт II (958 – 975)
- Адарнезе II (961 – 966)
- Давид II (966 – 975)
- Сурген II (975 – 1008)

## Царе на Обединеното грузинско княжество
През 978 г. синът на Сурген II – Баграт III, става цар на съседното Абхазко княжество (основано през 780 г.). Така Багратионите основават втора грузинска държава, която през 1008 се обединява по династична линия с Грузинското княжество и така е образувано т.нар. Обединено грузинско княжество, чиито монарси от династията на Багратионите са:
- Баграт III (978 – 1014)
- Георги I Грузински (1014 – 1027)
- Баграт IV (1027 – 1072)
- Георги II Грузински (1072 – 1089)
- Давид IV Строителя (1089 – 1125)
- Деметре I (1125 – 1155)
- Давид V Грузински (1155 – 1156)
- Георги III Грузински (1156 – 1184)
- Тамара (1184 – 1213)
- Георги IV Грузински (1213 – 1223)
- Русудан (1223 – 1245)
- Давид VI Нарин (1245 – 1293)
- Давид VII Улу (1247 – 1270)
- Деметре II(1271 – 1289)
- Вакхтанг II (1289 – 1293)
- Давид VIII Грузински (1293 – 1299, 1300 – 1308)
- Георги V Грузински (1299, 1314 – 1346)
- Георги VI Грузински (1308 – 1313)
- Давид IX Грузински (1346 – 1360)
- Баграт V (1360 – 1393)
- Георги VII Грузински (1393 – 1407)
- Константин I Грузински (1407 – 1411)
- Александър I Грузински (1412 – 1442)
- Вакхтанг IV (1442 – 1446)
- Георги VIII Грузински (1446 – 1466)

## Князе на Имеретия
През 1455 г. Обединеното грузинско кралство се разпада на няколко отделни държавици. Още през 1260 г. членове на Багратионите създават т.нар. княжество Имеретия (Западна Грузия), отделило се от Обединеното грузинско княжество по време на монголското нашествие. След разпадането на Обединеното княжество, Имеретия придобива първостепенна роля сред грузинските държави и се възприема като продължение на Обединеното княжество. Негови царе, продължители на династията на Багратионите от старата монархия, са:
- Баграт II (1463 – 1478)
- Александър II Имеретински (1478 – 1510)
- Баграт III Имеретински (1510 – 1565)
- Баграт IV Имеретински (1565 – 1585)
- Левон Имеретински (1585 – 1588)
- Ростом Имеретински (1588 – 1589, 1590 – 1605)
- Георги II Имеретински (1589 – 1589)
- Георги III Имеретински (1605 – 1639)
- Александър III Имеретински (1639 – 1660)
- Баграт V Имеретински (1660 – 1661, 1663 – 1668, 1669 – 1678, 1679 – 1681)
- Вакхтанг Чучунашвили (1661 – 1663)[1]
- Архил Имеретински (1661 – 63, 1678 – 79, 1690 – 91, 1695 – 96, 1698)
- Деметре от Гурия (1663 – 1664)[1]
- Георги IV (1681 – 1683)[1]
- Александър IV Имеретински (1683 – 1690, 1691 – 1695)
- Симон Имеретински (1690 – 1701)
- Георги V Имеретински (1696 – 1698)[1]
- Мамия (1701 – 02, 1711, 1713)[1]
- Георги VI (1702 – 1707)[1]
- Георги VII Имеретински (1707 – 11, 1712 – 13, 1713 – 16, 1719 – 1720)
- Георги VIII (1716, 1720)[1]
- Александър V Имеретински (1720 – 1741, 1742 – 1752)
- Георги IX Имеретински (1741)
- Соломон I Имеретински (1752 – 1766, 1768 – 1784)
- Теймураз Имеретински (1766 – 1768)
- Давид II Имеретиснки (1784 – 1789, 1790 – 1791)
- Соломон II Имеретински (1789 – 1790, 1792 – 1810)

## Руска инвазия
Към края на 18 век княжество Картли-Кахетия (Източна Грузия) е нападнато от персите и почти е унищожено. Георги XII – князът на Имеретия, се обръща за помощ към Руската империя и кани войските ѝ в земите си. Това е добре дошло за имперските руски амбиции за разширяване на югоизток и през 1810 г. войските на Александър I навлизат и в Имеретия и детронират последния Имеретински княз, с което завършват завладяването на Грузия.